# Relais 4 × 400 mètres masculin aux championnats du monde d'athlétisme en salle 2016
Pour un article plus général, voir Championnats du monde d'athlétisme en salle 2016.
Navigation
2014 2018
Le relais 4 × 400 m masculin des Championnats du monde en salle 2016 s'est déroulé les 19 et 20 mars 2016 à l'Oregon Convention Center de Portland, aux États-Unis.

## Faits marquants
Les séries comportent 7 équipes pour 6 places. Dans la première, la Belgique l'emporte avec trois relayeurs de la famille Borlée, devant les Bahamas avec Chris Brown dont c'est la 8e participation. L'autre série est facilement remportée par les États-Unis, grâce notamment à un bon relais de Christopher Giesting.
Les Américains remportent la finale en 3 min 2 s 45, le 3e temps en salle de l'histoire. Suivent les Bahamas et Trinité-et-Tobago, les deux équipes réalisant un record national. La Belgique termine dernière après qu'un relayeur a fait tomber le témoin.

## Médaillés
| Or         | Argent  | Bronze            |
| États-Unis | Bahamas | Trinité-et-Tobago |

## Résultats

### Finale
| Rang               | Pays              | Athlètes                                                              | Temps        | Notes |
| ------------------ | ----------------- | --------------------------------------------------------------------- | ------------ | ----- |
| Médaille d'or      | États-Unis        | Kyle Clemons, Calvin Smith Jr., Christopher Giesting, Vernon Norwood  | 3 min 2 s 45 | WL    |
| Médaille d'argent  | Bahamas           | Michael Mathieu, Alonzo Russell, Shavez Hart, Chris Brown             | 3 min 4 s 75 | NIR   |
| Médaille de bronze | Trinité-et-Tobago | Jarrin Solomon, Lalonde Gordon, Ade Alleyne-Forte, Deon Lendore       | 3 min 5 s 51 | NIR   |
| 4                  | Jamaïque          | Ricardo Chambers, Dane Hyatt, Demish Gaye, Fitzroy Dunkley            | 3 min 6 s 02 | SB    |
| 5                  | Nigeria           | Noah Akwu, Chidi Okezie, Abiola Onakoya, Samson Oghenewegba Nathaniel | 3 min 8 s 55 |       |
| 6                  | Belgique          | Dylan Borlée, Jonathan Borlée, Robin Vanderbemden, Kévin Borlée       | 3 min 9 s 71 |       |

### Séries
Les 2 premières équipes de chaque série (Q) et les 2 meilleurs temps (q) sont qualifiés pour la finale.
| Rang | Séries | Pays              | Athlètes                                                               | Temps        | Notes |
| ---- | ------ | ----------------- | ---------------------------------------------------------------------- | ------------ | ----- |
| 1    | 2      | États-Unis        | Elvyonn Bailey, Calvin Smith Jr., Christopher Giesting, Patrick Feeney | 3 min 5 s 41 | Q     |
| 2    | 2      | Jamaïque          | Ricardo Chambers, Dane Hyatt, Demish Gaye, Nathon Allen                | 3 min 7 s 30 | Q, SB |
| 3    | 1      | Belgique          | Dylan Borlée, Jonathan Borlée, Robin Vanderbemden, Kévin Borlée        | 3 min 7 s 39 | Q, SB |
| 4    | 1      | Bahamas           | Michael Mathieu, Shavez Hart, Ashley Riley, Chris Brown                | 3 min 7 s 55 | Q, SB |
| 5    | 1      | Trinité-et-Tobago | Rondel Sorrillo, Jarrin Solomon, Ade Alleyne-Forte, Machel Cedenio     | 3 min 7 s 83 | q, SB |
| 6    | 2      | Nigeria           | Chidi Okezie, Noah Akwu, Abiola Onakoya, Isah Salihu                   | 3 min 7 s 98 | q, SB |
| 7    | 1      | Afrique du Sud    | Thapelo Phora, Ofentse Mogawane, Jon Seeliger, Shaun de Jager          | 3 min 8 s 45 | NIR   |

## Légende
Records et Performances
- AR : Record continental (area record)
- CR : Record des championnats (championship record)
- MR : Record du meeting (meet record)
- NR : Record national (national record)
- OR : Record olympique (olympic record)
- PR : Record paralympique (paralympic record)
- PB : Record personnel (personal best)
- SB : Meilleure performance personnelle de la saison (season's best)
- WL : Meilleure performance mondiale de l'année (world leader)
- WJR : Record du monde junior (world junior record)
- WR : Record du monde (world record)

Circonstances et Conditions
- DNF : N'a pas terminé (did not finish)
- DNS : N'a pas pris le départ (did not start)
- DQ : Disqualification (disqualification)
- NM : Aucun essai valable enregistré (No Mark)
- Q : Qualifié « directement » au prochain tour (ou à la prochaine compétition), lors d'une compétition majeure, grâce au classement ou à la réalisation des minima (automatic qualifier)
- q : Qualifié au prochain tour (ou à la prochaine compétition), lors d'une compétition majeure, grâce au repêchage ou à la réalisation de l'une des meilleures performances parmi celles des « non qualifiés directement » (grâce au meilleur temps ou à la meilleure distance par exemple) (secondary qualifier)